# 스미요시정
스미요시정(住吉町)은 후쿠오카현 지쿠시군에 있던 정이다. 후쿠오카시에 편입해 소멸하였다.

## 역사
- 1889년 4월 1일 - 정촌제 시행에 수반해 나카군 스미요시촌이 성립하였다.
- 1896년 2월 26일 - 미카사군, 무시로다군과 합병해 지쿠조군이 되었다.
- 1911년 6월 1일 - 정으로 승격해 스미요시정이 되었다.
- 1922년 6월 1일 - 후쿠오카시에 편입되었다.